# Operophtera vulgaris
Operophtera vulgaris är en fjärilsart som beskrevs av Stephens 1829. Operophtera vulgaris ingår i släktet Operophtera och familjen mätare. Inga underarter finns listade i Catalogue of Life.